# Liste des ducs de Lorraine

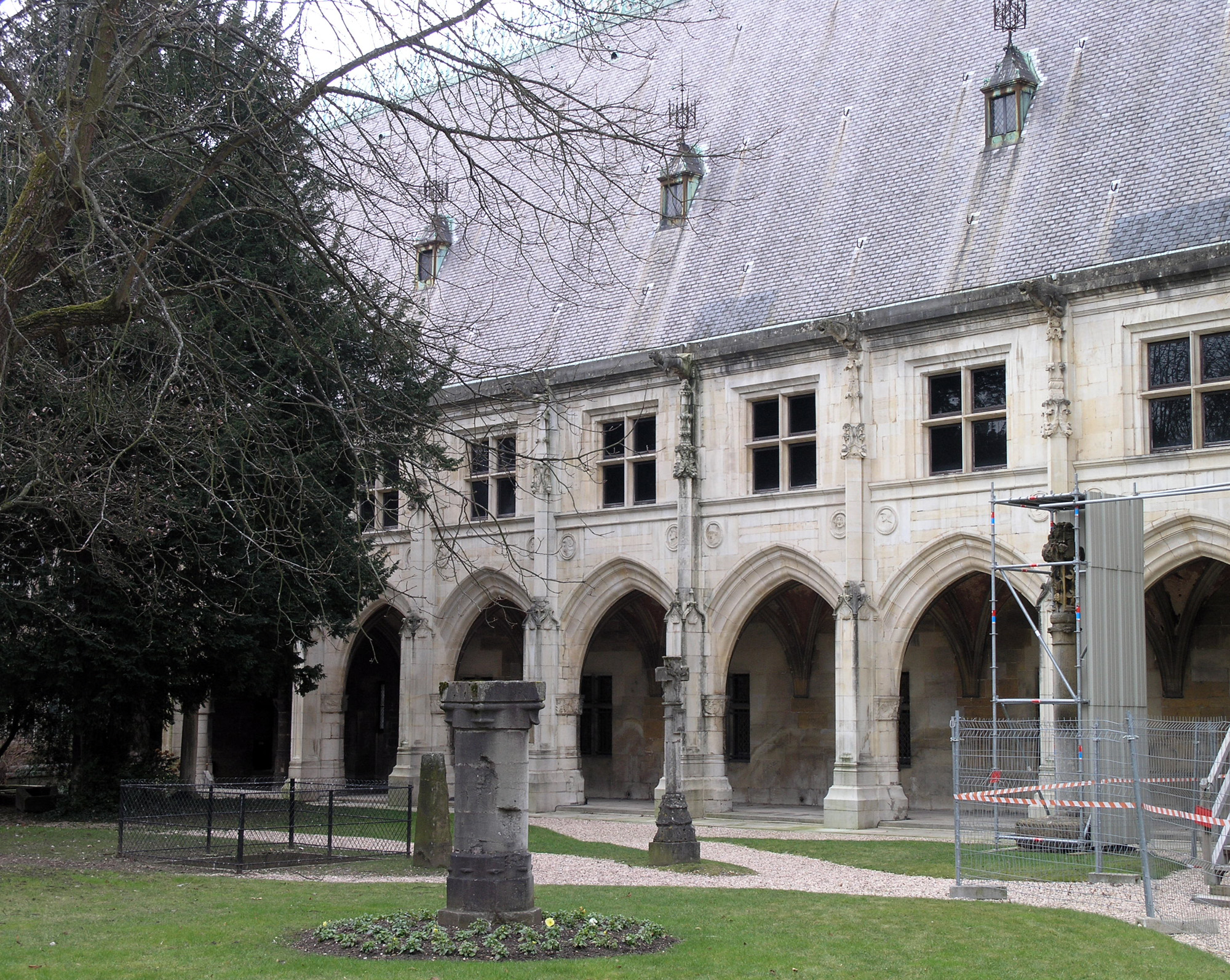
Palais des ducs de Lorraine à Nancy.

Le duché de Lorraine est né du partage de la Lotharingie en 959 par le duc Brunon de Cologne. Celui-ci confie la partie méridionale du duché au vice-duc Frédéric de Bar qui prend le titre de duc de Haute-Lotharingie en 977. Au fil du temps, cette entité politique devient le duché de Lorraine, mentionné comme tel dès 1067, qui perdure jusqu'en 1766, date du rattachement à la France.

## Histoire
Durant ces sept siècles et à l'exception des périodes d'occupation étrangère, la Lorraine est gouvernée par ses ducs héréditaires, descendants de Gérard d'Alsace. Par le mariage d'Isabelle de Lorraine et de René d'Anjou en 1420, cette maison d'Alsace (ou maison de Lorraine) s'unit à la branche angevine des Valois. Plus tard, à la mort sans descendance du duc Nicolas d'Anjou, la couronne passe à sa tante Yolande qui y renonce en faveur de son fils René II, né de son union avec le comte Ferry II de Vaudémont. Dès lors, les Lorraine-Vaudémont ne cessent de se succéder jusqu'en 1737.
À cette date, le dernier duc héréditaire  François III renonce au trône lorrain. Cette abdication est la condition imposée par la France pour qu'il puisse épouser l’archiduchesse d'Autriche Marie-Thérèse, héritière des possessions des Habsbourg. L'ancien duc, d'abord grand-duc de Toscane, est par la suite élu roi des Romains et couronné empereur du Saint-Empire romain germanique sous le nom de François Ier. Les descendants de François et Marie-Thérèse sont connus sous le nom de « Habsbourg-Lorraine » et ont conservé au chef de famille, à titre honorifique, le titre de « duc de Lorraine ». Depuis le 4 juillet 2011, c'est Charles de Habsbourg-Lorraine (Charles VII), fils d'Otto de Habsbourg-Lorraine, qui le porte.
Afin de préparer l'annexion du duché par la France, la couronne de Lorraine est donnée à titre viager à Stanislas Leszczynski, souverain polonais détrôné et beau-père de Louis XV. Privé de réels pouvoirs politiques, il règne sur le duché jusqu'à sa mort en 1766.

## Numérotation
La numérotation des ducs de Lorraine est un peu complexe dans le sens où elle a été fluctuante et sujette à des manipulations visant à rehausser le prestige des souverains. En effet, l'origine messine de la maison d'Alsace parut sans doute trop obscure pour les ducs de la fin du Moyen Âge et de la Renaissance. Des généalogies, aujourd'hui reconnues comme fictives, furent élaborées qui les reliaient à Charlemagne et à des rois francs légendaires eux-mêmes descendant des Troyens. Ce phénomène, qui n'est pas propre à la Lorraine, permettait d'appuyer les revendications ducales sur les trônes de France et de Jérusalem. La figure de proue de cette généalogie était Godefroy de Bouillon, censé être à l'origine des alérions des armes ducales. Outre Baudouin de Boulogne, il aurait eu un frère nommé Guillaume. Ce personnage, fictif, serait le père de Thierry II.

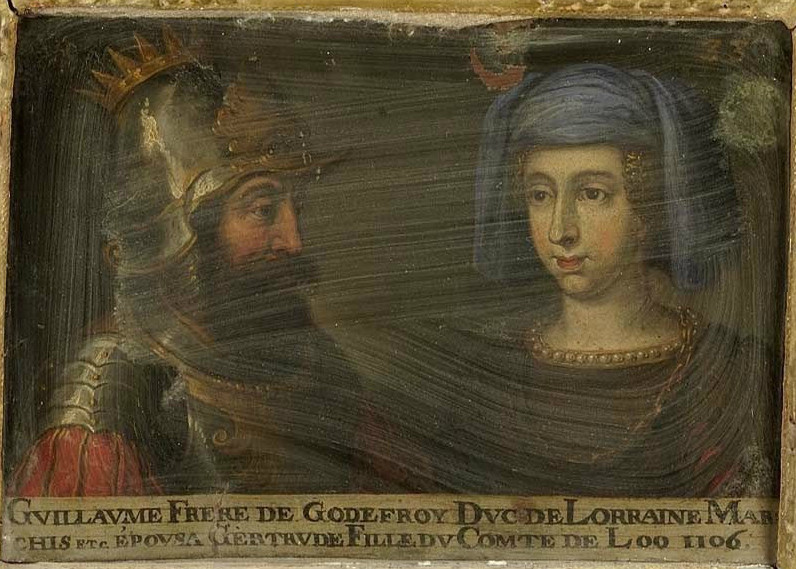
Guillaume de Lorraine et son épouse, Musée des Offices, XVIIe siècle.

Afin de correspondre à ces constructions généalogiques, la numérotation des souverains a parfois omis les ducs des Maisons de Bar et de Verdun.
- Thierry II est parfois numéroté Thierry Ier en omettant le duc de Haute-Lotharingie qui régna à la fin du Xe siècle.

- Les Ferry de la Maison d'Alsace ne tiennent généralement pas compte de ceux de la Maison de Bar (pour lesquels on utilise la variante anthroponymique Frédéric). De plus, Ferry de Bitche n'est parfois pas pris en compte ce qui fait de son fils Ferry le premier du nom à sa place et décale le reste de la numérotation.

- Charles II devrait être le premier du nom mais on tient traditionnellement compte de Charles, duc de Basse-Lotharingie, le compétiteur malheureux d'Hugues Capet dont les ducs descendaient par Hadwide de Namur, épouse de Gérard d'Alsace mais qui n'a jamais régné sur la Haute-Lotharingie.

- Henri II devrait être le premier du nom mais on tient compte traditionnellement de Henri Ier de Bavière, duc de Lotharingie de 939 à 940. Notons que dans la généalogie représentée au Musée des Offices à Florence, c'est Henri, fils de Gislebert de Lotharingie et de Gerberge de Saxe, qui tient ce rôle. Décédé avant sa majorité, il ne régna jamais.

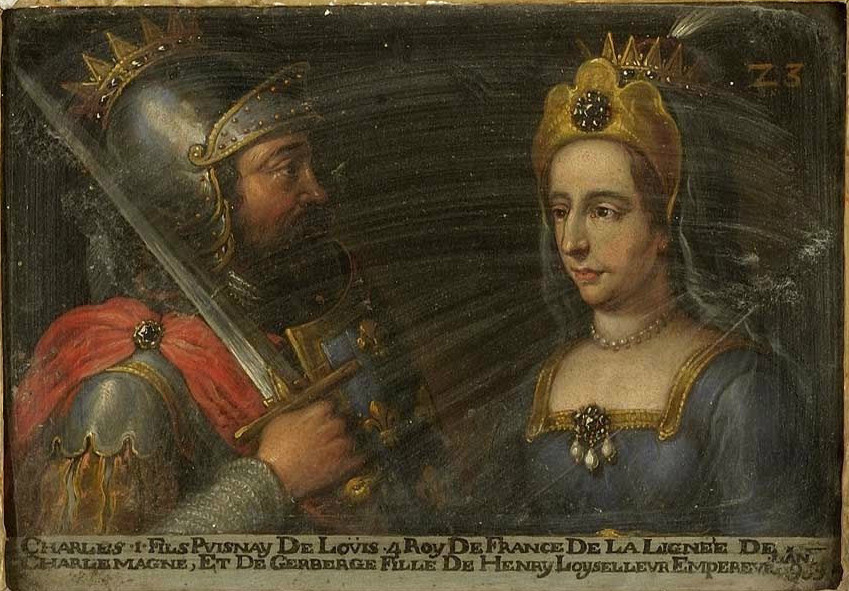
Charles de Basse-Lotharingie et son épouse, Musée des Offices, XVIIe siècle.
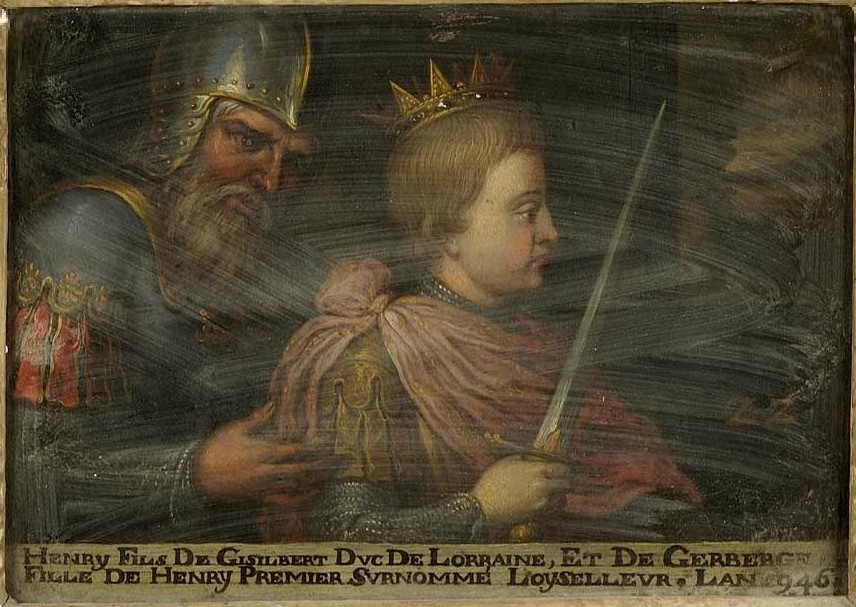
Henri Ier, fils de Gislebert de Lotharingie, Musée des Offices, XVIIe siècle.

## Les ducs de Haute-Lotharingie

### Maison de Bar (978-1033)
| Règne        | Nom                           | Portrait | Autres titres | Notes |
| ------------ | ----------------------------- | -------- | ------------- | --- |
| v. 950 - 978 | Frédéric Ier (v. 910 - 978)   |          | Comte de Bar  | Fils de Wigéric, comte de Bidgau et comte palatin de Lotharingie, et de Cunégonde, fille de Louis II « le Bègue », roi des Francs. Marié en 954 à Béatrice de France (v. 938 – 1003), fille d'Hugues le Grand, duc des Francs, et d'Hedwige de Saxe. |
| 978 - 1027   | Thierry Ier (v. 965 - 1027)   |          | Comte de Bar  | Fils du précédent. Marié à Richilde de Lunéville, fille de Folmar Ier, comte de Lunéville et de Metz. |
| 1019 – 1026  | Frédéric II (v. 995 – 1026)   |          | Comte de Bar  | Fils du précédent. Associé à son père mais mort avant lui. Marié vers 1012 à Mathilde de Souabe (v. 988 - 1031/1032), fille d'Hermann II, duc de Souabe, et Gerberge de Bourgogne.                                                                   |
| 1027 – 1033  | Frédéric III (v. 1020 – 1033) |          | Comte de Bar  | Fils du précédent. Mort sans descendance. |

### Maison de Verdun (1033-1047)
L'Empereur du Saint-Empire Conrad II nomme un cousin, Gothelon Ier, déjà duc de Basse-Lotharingie, pour lui succéder.
| Règne       | Nom                                      | Portrait | Autres titres                              | Notes |
| ----------- | ---------------------------------------- | -------- | ------------------------------------------ | --- |
| 1033 – 1044 | Gothelon Ier (967 – 1044)                |          | Duc de Basse-Lotharingie, marquis d'Anvers | Fils de Godefroid Ier, comte de Verdun et d'Hainaut, et de Mathilde de Saxe. Marié à une inconnue. |
| 1044 – 1047 | Godefroy II « le Barbu » (v. 997 - 1069) |          | Marquis d'Anvers, comte de Verdun          | Fils du précédent. Marié en premières noces à Doda. Marié en secondes noces en 1053 à Béatrice de Bar (morte en 1076), fille de Frédéric II, duc de Haute-Lotharingie et comte de Bar, et de Mathilde de Souabe. |

## Les ducs de Lorraine

### Maison d'Alsace (1047-1431)
Godefroid II « le Barbu » se révolte en 1046 de n'avoir été investi que de la Haute-Lotharingie et non de la Basse Lotharingie. L'Empereur des Romains Henri III lui confisque son duché et le confie en 1047 à Adalbert d'Alsace. Ce dernier est considéré comme le premier duc de Lorraine.
| Rang | Règne                                                                                     | Nom                                                                                       | Portrait                                                                                  | Autres titres | Notes |
| ---- | ----------------------------------------------------------------------------------------- | ----------------------------------------------------------------------------------------- | ----------------------------------------------------------------------------------------- | --- | --- |
| 1    | 1047 - 1048                                                                               | Adalbert d'Alsace (v. 1000 - 1048)                                                        |                                                                                           | Comte de Metz | Fils de Gérard IV de Bouzonville, comte de Metz, et de Gisèle de Franconie. Mort tué par Godefroid II « le Barbu » qui espère récupérer le duché, sans succès. |
| 2    | 1048 - 1070                                                                               | Gérard Ier (v. 1030 - 11 août 1070)                                                       |                                                                                           | Comte de Metz Seigneur de Châtenois | Frère du précédent. Marié à Hedwige de Namur, fille d'Albert Ier, comte de Namur et d'Ermengarde de Basse-Lotharingie. |
| 3    | 1070 - 1115                                                                               | Thierry II « le Vaillant » (v. 1040/1050 - 30 décembre 1115)                              |                                                                                           | | Fils du précédent. Marié en premières noces en 1075 à Hedwige de Formbach (morte en 1085/1090), fille de Frédéric, comte de Formbach. Marié en secondes noces en 1095 à Gertrude de Flandre (v. 1070 - 1117), fille de Robert Ier « le Frison », comte de Flandre, et de Gertrude de Saxe.                                  |
| 4    | 1115 - 1139                                                                               | Simon Ier « le gros » (v. 1096 - 13 janvier 1139)                                         |                                                                                           | | Fils du précédent. Marié en 1112 à Adélaïde de Louvain, ou de Supplembourg (morte en 1158), fille de Henri III, comte de Louvain et de Bruxelles, et de Gertrude de Flandre. |
| 5    | 1139 - 1176                                                                               | Mathieu Ier « le Débonnaire » (v. 1110 - 13 mai 1176)                                     |                                                                                           | | Fils du précédent. Marié en 1138 à Judith de Hohenstaufen, aussi appelée Berthe, (1123 - 1195), fille de Frédéric II, duc de Souabe, et de Judith de Bavière et de Saxe. Premier duc à porter les armes de Lorraine. |
| 6    | 1176 - 1205                                                                               | Simon II (v. 1140 - 4 janvier 1207)                                                       |                                                                                           | | Fils du précédent. Marié en premières noces à Agnès, fille du comte de Valdentz. Marié en secondes noces à Ide de Vienne (morte en 1227), fille de Géraud Ier, comte de Vienne et de Mâcon, et de Maurette de Salins. Sans descendance, abdique en 1205 en faveur de son neveu Ferry II, pour se retirer dans un monastère. |
| 7    | 1205 - 1206                                                                               | Ferry Ier (v. 1143 - 7 avril 1206)                                                        |                                                                                           | Seigneur de Bitche, duc-sire de Bitche, Sierck, Ormes et Gerbéviller                                                                                       | Frère du précédent. Marié à Ludmilla Piast de Pologne (v. 1150 - 1223), fille de Mieszko III le Vieux, duc de Grande-Pologne, et d'Élisabeth Arpad de Hongrie. Après l'abdication de son frère en faveur de son fils Ferry II, il s'autoproclame malgré tout duc de Lorraine.                                               |
| 8    | 1205 - 1213                                                                               | Ferry II (mort le 10 octobre 1213)                                                        |                                                                                           | Seigneur de Bitche | Fils du précédent. Marié en 1188 à Agnès de Bar (morte en 1226), fille de Thiébaut Ier, comte de Bar, et de Laurette de Looz. |
| 9    | 1213 - 1220                                                                               | Thiébaud Ier (v. 1191 - 1220)                                                             |                                                                                           | | Fils du précédent. Marié en 1215 à Gertrude de Dabo (1190/1205 - 1225), fille d'Albert II de Dabo-Moha, comte de Metz, de Dabo et de Moha, et de Gertrude de Bade. Mort sans descendance. |
| 10   | 1220 - 1251                                                                               | Mathieu II (v. 1193 - 9 février 1251)                                                     |                                                                                           | | Frère du précédent. Marié en 1225 à Catherine de Limbourg (v. 1215 - 1255), fille de Waléran III, comte de Luxembourg et duc de Limbourg, et d'Ermesinde Ire de Luxembourg. |
| 11   | 1251 - 1255 : Régence de Catherine de Limbourg, veuve de Mathieu II et mère de Ferry III. | 1251 - 1255 : Régence de Catherine de Limbourg, veuve de Mathieu II et mère de Ferry III. | 1251 - 1255 : Régence de Catherine de Limbourg, veuve de Mathieu II et mère de Ferry III. | 1251 - 1255 : Régence de Catherine de Limbourg, veuve de Mathieu II et mère de Ferry III.                                                                  | 1251 - 1255 : Régence de Catherine de Limbourg, veuve de Mathieu II et mère de Ferry III. |
| 11   | 1251 - 1303                                                                               | Ferry III (1240 - 31 décembre 1303)                                                       |                                                                                           | | Fils du précédent. Marié en 1255 à Marguerite de Champagne, fille de Thibaut Ier, roi de Navarre et comte de Champagne, et de Marguerite de Bourbon. |
| 12   | 1303 - 1312                                                                               | Thiébaud II (1263 - 13 mai 1312)                                                          |                                                                                           | | Fils du précédent. Marié en 1278 à Isabelle de Rumigny (1263 - 1326), fille d'Hugues, seigneur de Rumigny, et de Philippine d'Oulche. |
| 13   | 1312 - 1328                                                                               | Ferry IV « le Lutteur » (15 avril 1282 - 21 avril 1329)                                   |                                                                                           | | Fils du précédent. Marié en 1304 à Élisabeth d'Autriche (1285 - 1352), fille d'Albert Ier de Habsbourg, Empereur germanique et archiduc d'Autriche, et d'Élisabeth de Görtz. |
| 14   | 1328 - 1331 : Régence d'Élisabeth d'Autriche, veuve de Ferry IV et mère de Raoul.         | 1328 - 1331 : Régence d'Élisabeth d'Autriche, veuve de Ferry IV et mère de Raoul.         | 1328 - 1331 : Régence d'Élisabeth d'Autriche, veuve de Ferry IV et mère de Raoul.         | 1328 - 1331 : Régence d'Élisabeth d'Autriche, veuve de Ferry IV et mère de Raoul.                                                                          | |
| 14   | 1328 - 1346                                                                               | Raoul « le Vaillant » (1320 - 25 août 1346)                                               |                                                                                           | | Fils du précédent. Marié en premières noces en 1329 à Aliénor de Bar (morte en 1332), fille d'Édouard Ier, comte de Bar et de Marie de Bourgogne. Marié en secondes noces en 1334 à Marie de Châtillon (1323 - 1363), fille de Guy Ier, comte de Blois et de Chartres, et de Marguerite de Valois.                          |
| 15   | 1346 - 1360 : Régence de Marie de Châtillon, veuve de Raoul et mère de Jean Ier.          | 1346 - 1360 : Régence de Marie de Châtillon, veuve de Raoul et mère de Jean Ier.          | 1346 - 1360 : Régence de Marie de Châtillon, veuve de Raoul et mère de Jean Ier.          | 1346 - 1360 : Régence de Marie de Châtillon, veuve de Raoul et mère de Jean Ier.                                                                           | 1346 - 1360 : Régence de Marie de Châtillon, veuve de Raoul et mère de Jean Ier. |
| 15   | 1346 - 1390                                                                               | Jean Ier (1346 - 23 septembre 1390)                                                       |                                                                                           | | Fils du précédent. Marié en 1361 à Sophie de Wurtemberg (1343 - 1369), fille d'Eberhard II, comte de Wurtemberg, et d'Élisabeth de Henneberg. |
| 16   | 1390 - 1431                                                                               | Charles II (ou Ier) (1364 - 25 janvier 1431)                                              |                                                                                           | Connétable de France | Fils du précédent. Marié en 1394 à Marguerite de Wittelsbach (1376 - 26 août 1434), fille de Robert de Wittelsbach, comte palatin du Rhin puis empereur germanique, et d'Élisabeth de Nuremberg. |
| 17   | 1431 - 1453                                                                               | Isabelle Ire (1400 - 28 février 1453)                                                     |                                                                                           | Duchesse d'Anjou, comtesse consort du Maine, de Provence et de Guise, reine consort de Naples, reine consort titulaire de Jérusalem, de Sicile et d'Aragon | Fille du précédent. Mariée en 1420 à René d'Anjou (1409 - 1480), duc de Bar et comte de Guise, fils de Louis II, roi de Naples, duc d'Anjou et comte de Provence, et de Yolande d'Aragon. |

### Maison capétienne d'Anjou (1431-1473)
Antoine, comte de Vaudémont, de la branche cadette de Lorraine, n'accepte pas que le duché de Lorraine se transmette en ligne féminine par sa cousine Isabelle Ire de Lorraine. Le conflit est alors arrangé avec la décision de marier Yolande d'Anjou, fille d'Isabelle Ire et de René Ier, avec Ferry II, le fils d'Antoine de Vaudémont. Leur fils René II hérite des possessions des comtes de Vaudémont du droit de son père, du duché de Lorraine en 1473 et du duché de Bar en 1480 du droit de sa mère (la loi salique ne s'appliquant pas en Lorraine), tandis que les autres possessions de René Ier se transmettent en ligne masculine aux Anjou.
| Rang                                                                                 | Règne       | Nom                                                                        | Portrait | Autres titres | Notes |
| ------------------------------------------------------------------------------------ | ----------- | -------------------------------------------------------------------------- | -------- | --- | --- |
| 18                                                                                   | 1431 - 1453 | Isabelle Ire Duchesse de Lorraine (1400 - 28 février 1453)                 |          | Duchesse de Bar et Duchesse d'Anjou, comtesse de Guise, marquise de Pont-à-Mousson, Comtesse de Provence, reine de Naples, de Jérusalem, de Sicile et d'Aragon | Elle est la fille de Charles II, duc de Lorraine, et de Marguerite de Bavière. Fille aînée du couple, elle hérite de la couronne du Duché de Lorraine qui applique la primogéniture sans prédominance masculine. |
| 18                                                                                   | 1431 - 1453 | René Ier Duc de Lorraine (par mariage) (16 janvier 1409 - 10 juillet 1480) |          | Duc de Bar et d'Anjou, comte de Guise et de Provence, marquis de Pont-à-Mousson, roi de Naples, roi titulaire de Jérusalem, de Sicile et d'Aragon              | Fils de Louis II, roi de Naples, duc d'Anjou et comte de Provence, et de Yolande d'Aragon. Duc de Lorraine, grâce à son mariage en premières noces en 1420 à Isabelle Ire de Lorraine (1400 - 1453). Marié en secondes noces en 1454 à Jeanne de Laval (1433 - 1498), fille de Guy XIV, comte de Laval, et d'Isabelle de Bretagne. |
| 1445 - 1453 : Administration du duché par Jean II avec sa mère, Isabelle de Lorraine |             |                                                                            |          | | |
| 19                                                                                   | 1453 - 1470 | Jean II (1425/1427 - décembre 1470)                                        |          | Duc titulaire de Calabre et de Gérone, marquis de Pont-à-Mousson                                                                                               | Fils des précédents. Marié en 1444 à Marie de Bourbon (1428 - 1448), fille de Charles Ier, duc de Bourbon, et d'Agnès de Bourgogne. |
| 1466 - 1470 : Administration du duché par Nicolas Ier                                |             |                                                                            |          | | |
| 20                                                                                   | 1470 - 1473 | Nicolas Ier (1448 - 1473)                                                  |          | Marquis de Pont-à-Mousson, vicomte de Thouars | Fils du précédent. Mort sans descendance. |
| -                                                                                    | 1473        | Yolande d'Anjou Duchesse de Lorraine (2 novembre 1428 - 23 mars 1483)      |          | Duchesse de Bar, Comtesse de Vaudémont, marquise de Pont-à-Mousson.                                                                                            | Fille de René Ier et d'Isabelle Ire de Lorraine, sœur de Jean II, tante de Nicolas Ier. Mariée en 1445 à Ferry II (1428 - 1470), comte de Vaudémont, fils d'Antoine de Vaudémont et de Marie d'Harcourt. Abdique la couronne de Lorraine dès qu'elle en hérite en faveur de son fils René II de Lorraine.                          |

### Maison de Vaudémont (1473-1737)
Avec René II, les deux duchés de Lorraine et de Bar sont définitivement réunis sous une même autorité (ils restent toutefois des États distincts). Les ducs de Lorraine sont désormais également ducs de Bar.
| Rang | Règne       | Nom | Portrait | Autres titres | Notes |
| ---- | ----------- | --- | --- | --- | --- |
| 21   | 1473 - 1508 | René II (2 mai 1451 - 10 décembre 1508)                                                                                 | | Duc de Bar, comte de Vaudémont et d'Aumale, baron d'Elbeuf et de Mayenne, sire de Joinville                             | Fils de la précédente. Marié en premières noces en 1471 à Jeanne d'Harcourt (morte en 1488), fille de Guillaume d'Harcourt, comte de Tancarville, et de Yolande de Laval. Répudiée en 1485 pour cause de stérilité. Marié en secondes noces en 1485 à Philippe de Gueldre (1467 - 1547), fille d'Adolphe, duc de Gueldre, et de Catherine de Bourbon. |
| 22   | 1508 - 1544 | Antoine Ier « le Bon » (4 juin 1489 - 14 juin 1544)                                                                     | | Duc de Bar, comte de Vaudémont                                                                                          | Fils du précédent. Frère aîné de Claude de Guise. Marié en 1515 à Renée de Bourbon-Montpensier (1494 - 1539), dame de Mercœur, fille de Gilbert de Bourbon, comte de Montpensier, et de Claire Gonzague. |
| 23   | 1544 - 1545 | François Ier (23 août 1517 - 12 juin 1545)                                                                              | | Duc de Bar, marquis de Pont-à-Mousson                                                                                   | Fils du précédent. Marié en 1541 à Christine de Danemark (1521 - 1590), fille de Christian II, roi de Danemark, et d'Isabelle d'Autriche. |
| 24   | 1545 - 1608 | 1545 - 1552 : Régence de Christine de Danemark, veuve de François Ier, et de Nicolas de Mercœur, frère de François Ier. | 1545 - 1552 : Régence de Christine de Danemark, veuve de François Ier, et de Nicolas de Mercœur, frère de François Ier. | 1545 - 1552 : Régence de Christine de Danemark, veuve de François Ier, et de Nicolas de Mercœur, frère de François Ier. | 1545 - 1552 : Régence de Christine de Danemark, veuve de François Ier, et de Nicolas de Mercœur, frère de François Ier. |
| 24   | 1545 - 1608 | 1552 - 1559 : Régence de Nicolas de Mercœur seul.                                                                       | | | |
| 24   | 1545 - 1608 | Charles III (18 février 1543 - 14 mai 1608)                                                                             | | Duc de Bar, marquis de Pont-à-Mousson                                                                                   | Fils du précédent. Marié en 1559 à Claude de France (1547 - 1575), fille de Henri II, roi de France et de Catherine de Médicis. |
| 25   | 1608 - 1624 | Henri II « le Bon » (8 novembre 1563 - 31 juillet 1624)                                                                 | | Duc de Bar, marquis de Pont-à-Mousson                                                                                   | Fils du précédent. Marié en premières noces en 1599 à Catherine de Bourbon (1559 - 1604), fille d'Antoine de Bourbon et de Jeanne d'Albret, reine de Navarre. Marié en secondes noces en 1606 à Marguerite de Mantoue (1591 - 1632), fille de Vincent Ier, duc de Mantoue, et d'Éléonore de Médicis. |
| 26   | 1624 - 1625 | Nicole de Lorraine (3 octobre 1608 - 2 février 1657) Charles IV, duc consort (1604 - 1675)                              | | Duchesse de Bar | Fille du précédent et de Marguerite de Mantoue. Mariée en 1621 à son cousin Charles de Vaudémont (1604 - 1675), fils de son oncle François, comte de Vaudémont, et de Christine de Salm, et qui devient duc consort (Charles IV) par le testament de Henri II. Séparés en 1635. Son oncle François conteste sa succession aux duchés, prétendant qu'un testament de René II spécifiait que le duché ne pouvait se transmettre qu'en lignée masculine. Il produit un document, et saisit les États Généraux de Lorraine qui révoquent Nicole. |
| 27   | 1625        | François II (27 février 1572 - 14 octobre 1632)                                                                         | | Duc de Bar, comte de Vaudémont                                                                                          | Oncle de la précédente, frère d'Henri II de Lorraine. Cinq jours après sa désignation, abdique au profit de son fils Charles IV, mari de Nicole. |
| 28   | 1625 - 1634 | Charles IV (5 avril 1604 - 18 septembre 1675)                                                                           | | Duc de Bar | Fils du précédent. Marié en premières noces en 1621 à Nicole de Lorraine (1608 - 1657), fille de Henri II, duc de Lorraine et de Bar, et de Marguerite de Mantoue. Séparés en 1635. Marié en secondes noces en 1637 à Béatrice de Cusance (1614 - 1663), fille de Claude-François de Cusance, baron de Belvoir et de Saint-Julien, et d'Ernestine van Witthem. Marié en troisièmes noces en 1665 à Marie Louise d'Aspremont (1651 - 1692).                                                                                                   |

En 1633, la France envahit les duchés de Lorraine et de Bar. Le duc Charles IV abdique l'année suivante en faveur de son frère, Nicolas-François de Lorraine, espérant le maintien de sa famille à la tête du duché. Mais les Français décident d'occuper les duchés et de gouverner effectivement jusqu'en 1697. Les chefs de la maison de Lorraine conservent cependant le titre de duc de Lorraine et de Bar.
|                                    | Duc effectif                       | Duc effectif                                                 | Duc effectif                                                 | Duc de droit                     | Duc de droit                                                   | Duc de droit |
| Rang                               | Règne                              | Nom                                                          | Portrait                                                     | Règne                            | Nom                                                            | Notes |
| ---------------------------------- | ---------------------------------- | ------------------------------------------------------------ | ------------------------------------------------------------ | -------------------------------- | -------------------------------------------------------------- | --- |
| 29                                 | 19 janvier 1634 - 1er avril 1634   | Nicolas-François (6 décembre 1609 - 25 janvier 1670)         |                                                              | 19 janvier 1634 - 1er avril 1634 | Nicolas-François (6 décembre 1609 - 25 janvier 1670)           | Frère du précédent. Marié en 1634 à Claude-Françoise de Lorraine (1612 – 1648), fille de Henri II, duc de Lorraine et de Bar, et de Marguerite de Mantoue. Après sa fuite de Nancy, abdique en faveur de son frère Charles IV. |
| 1er avril 1634 - 2 avril 1641      | 1er avril 1634 - 2 avril 1641      | Les duchés de Lorraine et de Bar sont occupés par la France. | Les duchés de Lorraine et de Bar sont occupés par la France. | 1er avril 1634 - 1675            | Charles IV (5 avril 1604 - 18 septembre 1675)                  | Frère du précédent. Récupère le titre de duc pour la seconde fois. |
| 30                                 | 2 avril 1641 - fin juillet 1641    | Charles IV (5 avril 1604 - 18 septembre 1675)                |                                                              | 1er avril 1634 - 1675            | Charles IV (5 avril 1604 - 18 septembre 1675)                  | Frère du précédent. Récupère le titre de duc pour la seconde fois. |
| fin juillet 1641 - 28 février 1661 | fin juillet 1641 - 28 février 1661 | Les duchés de Lorraine et de Bar sont occupés par la France. | Les duchés de Lorraine et de Bar sont occupés par la France. | 1er avril 1634 - 1675            | Charles IV (5 avril 1604 - 18 septembre 1675)                  | Frère du précédent. Récupère le titre de duc pour la seconde fois. |
| 31                                 | 28 février 1661 - 1670             | Charles IV (5 avril 1604 - 18 septembre 1675)                |                                                              | 1er avril 1634 - 1675            | Charles IV (5 avril 1604 - 18 septembre 1675)                  | Frère du précédent. Récupère le titre de duc pour la seconde fois. |
| 32                                 | 1670 - 1697                        | Les duchés de Lorraine et de Bar sont occupés par la France. | Les duchés de Lorraine et de Bar sont occupés par la France. | 1675 - 1690                      | Charles V « le Duc sans Duché » (3 avril 1643 - 18 avril 1690) | Neveu du précédent, fils de Nicolas-François. Marié en 1678 à Éléonore d'Autriche (1653 - 1697), fille de Ferdinand III de Habsbourg, Empereur des Romains, et d'Éléonore de Nevers-Mantoue.                                   |
| 33                                 | 1670 - 1697                        | Les duchés de Lorraine et de Bar sont occupés par la France. | Les duchés de Lorraine et de Bar sont occupés par la France. | 1690 - 1697                      | Léopold Ier (11 septembre 1679 - 27 mars 1729)                 | Fils du précédent. |

En 1697, le Traité de Ryswick rend le duché de Lorraine à Léopold Ier, mais le duché reste sous protectorat français.
| Rang | Règne       | Nom                                                                                           | Portrait                                                                                      | Autres titres                                                                                 | Notes |
| ---- | ----------- | --------------------------------------------------------------------------------------------- | --------------------------------------------------------------------------------------------- | --------------------------------------------------------------------------------------------- | --- |
| 34   | 1697 - 1729 | Léopold Ier (11 septembre 1679 - 27 mars 1729)                                                |                                                                                               | Duc de Bar et de Teschen                                                                      | Fils de Charles V de Lorraine et d'Éléonore d'Autriche. Marié en 1698 à Élisabeth-Charlotte d'Orléans (1676 - 1744), fille de Philippe d'Orléans, duc d'Orléans, et de Élisabeth-Charlotte de Bavière.                                                                           |
| 35   | 1729 - 1737 | 1729 : Régence d'Élisabeth-Charlotte d'Orléans, veuve de Léopold Ier et mère de François III. | 1729 : Régence d'Élisabeth-Charlotte d'Orléans, veuve de Léopold Ier et mère de François III. | 1729 : Régence d'Élisabeth-Charlotte d'Orléans, veuve de Léopold Ier et mère de François III. | 1729 : Régence d'Élisabeth-Charlotte d'Orléans, veuve de Léopold Ier et mère de François III. |
| 35   | 1729 - 1737 | François III (8 décembre 1708 - 18 août 1765)                                                 |                                                                                               | Duc de Bar et de Teschen, grand-duc de Toscane, vice-roi de Hongrie                           | Fils du précédent. Marié en 1736 à Marie-Thérèse d'Autriche (1717 - 1780), fille de Charles VI, Empereur des Romains, et d'Élisabeth-Christine de Brunswick-Wolfenbüttel. Il fonde ainsi la dynastie impériale d'Autriche : Devient François Ier, empereur des Romains, en 1745. |
| 35   | 1729 - 1737 | 1730 - 1737 : Régence d'Élisabeth-Charlotte d'Orléans, en l'absence du duc retenu à Vienne.   |                                                                                               |                                                                                               | |

### Maison Leszczyński (1737-1766)
En 1737, le roi de France Louis XV « le Bien-Aimé » ordonne à François III de céder ses duchés à l'ancien roi de Pologne Stanislas Leszczynski.
| Rang | Règne       | Nom                                                           | Portrait | Autres titres                | Notes |
| ---- | ----------- | ------------------------------------------------------------- | -------- | ---------------------------- | --- |
| 36   | 1737 - 1766 | Stanislas Ier Leszczynski (20 octobre 1677 - 23 février 1766) |          | Duc de Bar Ex-roi de Pologne | Dernier duc de Lorraine et de Bar Marié en 1698 à Catherine Opalinska (1682 - 1747), fille de Jan Karol Opalinski et de Sofia Anne Czarnkowska. |

À la mort de Stanislas Leszczynski, les duchés de Lorraine et de Bar sont définitivement intégrés au royaume de France, la fille du dernier duc, Marie Leszczynska, étant mariée au roi de France Louis XV.
Les duchés sont gérés par le grand-gouvernement de Lorraine-et-Barrois jusqu'à la Révolution de 1789.